# Kilmichael
Kilmichael é uma cidade  localizada no estado americano de Mississippi, no Condado de Montgomery.

## Demografia
Segundo o censo americano de 2000, a sua população era de 830 habitantes.
Em 2006, foi estimada uma população de 718, um decréscimo de 112 (-13.5%).

## Geografia
De acordo com o United States Census Bureau tem uma área de
7,2 km², dos quais 7,2 km² cobertos por terra e 0,0 km² cobertos por água. Kilmichael localiza-se a aproximadamente 110 m acima do nível do mar.

## Localidades na vizinhança
O diagrama seguinte representa as localidades num raio de 32 km ao redor de Kilmichael.